# María Victoria Peralta
María Victoria Peralta Espinosa (Santiago, 26 de octubre de 1949) es una educadora chilena destacada por sus investigaciones en temas de interculturalidad e historia de la educación, y de calidad de la educación parvularia. En 2019 recibió en Chile el Premio Nacional de Ciencias de la Educación, pasando a ser la primera educadora de párvulos en ganar la distinción.
Desde 2023, María Peralta Espinosa, fue designada por el Ministerio de Educación de Chile como Presidenta Nacional de Fundación Integra, junto con su director ejecutivo Carlos González Rivas.

## Estudios
Peralta es educadora de Párvulos y profesora de Estado en Educación Musical de la Universidad de Chile. Obtuvo el grado de magíster en Ciencias de la Educación, mención Currículum de la Pontificia Universidad Católica de Chile, y en Ciencias sociales mención Antropología Social de la Universidad de Chile. Obtuvo el grado de doctora en Educación en la Universidad Academia de Humanismo Cristiano.

## Contribución a la educación parvularia
Una publicación de la Universidad de Chile refiere a Victoria Peralta, junto a las pedagogas Amanda Labarca (1886-1975) y Leopoldina Maluschka (1862-1954),  (enlace roto disponible en Internet Archive; véase el historial, la primera versión y la última). entre tres educadoras que han "marcado un hito" en la historia de la educación parvularia en Chile. En materia didáctica, ha desarrollado una tesis sobre el beneficio de la simbolización lúdica en el aprendidaje infantil: "el homo ludens es esencial para el perfeccionamiento individual; el verdadero juego es aquel que no tiene un fin. Su propósito es el placer, y el niño va construyendo desde su imaginación, desde su sentido, desde las emociones". Calificando la época educativa contemporánea como de "sobre escolarización", en el tema de filosofía de la educación ha propuesto que un énfasis humanista reemplace el competitivo en la educación preescolar. También ha defendido el principio que la educación preescolar formal no es superior, ni puede reemplazar, a la impartida en el seno familiar. Sus temas centrales están desarrollados en sus libros "Pedagogía de las oportunidades" y "Nacidos para ser y aprender". Una pormenorización de los aportes de la Dra. Peralta a la educación en un contexto social e internacional, se encuentran referidos en "María Victoria Peralta. Su compromiso con la educación parvularia en Chile y Latinoamérica".
Profesionalmente, ha hecho su contribución a la educación parvularia de Chile y Latinoamérica como vicepresidenta regional para América Latina de la Organización Mundial de Educación Preescolar (2008), vicepresidenta ejecutiva de la Junta Nacional de Jardines Infantiles, JUNJI (1990). Fue Coordinadora de la Unidad de Educación Parvularia en el Ministerio de Educación de Chile (2001), y Directora del Instituto Internacional de Educación de la Universidad Central, Chile. Forma parte del grupo de expertos de educación infantil de la Organización de Estados Iberoamericanos para la Educación, la Ciencia y la Cultura. También, fue Directora de la Academia del Magister en Educación Infantil de la Universidad Central de Chile.
Luego de que la Coordinación Sociocultural de la Presidencia de la República fuera disuelta en diciembre de 2022, en el gobierno de Gabriel Boric, y de que Fundación Integra pasara a ser dirigida directamente por el Ministerio de Educación,María Peralta Espinosa, fue designada en 2023 por el Ministerio de Educación de Chile como Directora Nacional de Fundación Integra, junto con su director ejecutivo Carlos González Rivas, siendo así Peralta la primera educadora de párvulos en la historia de la fundación en presidirla.

## Distinciones y premios
- 2014 – Socia Honoraria de la Organización Mundial para la Educación Preescolar.
- 2019 – Premio Nacional de Ciencias de la Educación, Chile.

## Libros
- Calidad y modalidades alternativas en educación inicial. 2000. OCLC 49962827.
- Una pedagogía de las oportunidades: nuevas ventanas para los párvulos latinoamericanos del siglo XXI. 2002. ISBN 9789561317710.
- Nacidos para ser y aprender. 2005. ISBN 9789872223908.
- Neurociencia, vincularidad y escucha. 2005. ISBN 9789872223915.
- Cien Años de Educación Parvularia en el sistema público: el primer kindergarten fiscal 1906-2006. 2006. ISBN 9789567134786.
- El saber y hacer pedagógico del centenario en educación parvularia. 2010. ISBN 978-956-332-734-2.
- Programas no formales en la educación parvularia. 2018. ISBN 978-956-6013-05-1.